# 潤沢 (クルアーン)
潤沢（アル・カウサル、アラビア語: سورة الكوثر）とは、クルアーンにおける第108番目の章（スーラ）。3つの節（アーヤ）から成る。章題は第1節の「潤沢を授けた」に由来しており、潤沢と訳されているカウサルとは宝の山という意味を持つ語で、ここでは天国に存在する川を指し示している。ネデルケの配列でマッカ初期の啓示とされるなど多くの学者がマッカ時代の啓示であるとしているが、タフスィールではマッカもしくはマディーナ期の啓示であるとして時期を特定していない。

## 内容
アッラーフに仕えることによって得られる精神的な富を説く、3節からなる短い章で、アラビア語では10単語とクルアーンの中で最も短い章である。第1節でムハンマドに与えられたとされる潤沢とはカウサルと呼ばれる天国に存在する川のことであり、その両岸には無数の真珠があるとも黄金があるともされている。また、カウサルの川床には真珠とサファイアが敷き詰められており、その水は蜜よりも甘いとも伝承されている。第2節の礼拝とは家畜を屠殺してアッラーフに捧げる犠牲祭を指しているとされ、タフスィールではそのような犠牲祭を求める章句はマッカ期の啓示には適合しないと述べている。第3節は、ムハンマドの長男であるカースィムの死に際して、アル＝アース・ブン＝ワーイルがムハンマドを「根絶やしにされたもの」と呼んだことに由来しており、そのようにムハンマドに憎しみを向ける者こそ根絶やしにされるのだと説いている。ここでの根絶やしとは子孫が生まれなくなることを指しており、井筒俊彦はこの部分をもっと直接的に「胤なしにしてくれようぞ」と訳している。ムハンマドに与えられたカウサルはこの長男の死というムハンマドに与えられた苦難に対する見返りであるとされている。